# Rivière Bayonne
Pour les articles homonymes, voir Bayonne.
La rivière Bayonne est un tributaire de la rive nord du fleuve Saint-Laurent. Elle est l'un des principaux cours d'eau de la région administrative de Lanaudière, au Québec, au Canada. Le cours de la rivière traverse les municipalités régionales de comté de :
- Matawinie : municipalité de Saint-Félix-de-Valois ;
- D'Autray : municipalités de Saint-Gabriel-de-Brandon, Saint-Cléophas-de-Brandon, Sainte-Élisabeth et Sainte-Geneviève-de-Berthier.

Déversoir de quatre principaux lacs situés en amont (Berthier, Mondor, Poitras et Vert), la rivière Bayonne draine du plateau laurentien aux basses-terres du Saint-Laurent un territoire hydrographique de 347 km2

## Géographie
La source de la rivière Bayonne est à l'embouchure d'un petit lac sans nom, lequel se situe à la limite de Saint-Damien et Saint-Gabriel-de-Brandon. Cette source se situe à :
- 3,5 km au sud-est du lac Maskinongé ;
- 28,3 km au nord-ouest de la confluence de la rivière Bayonne ;
- 9,0 km au nord-est du centre du village de Saint-Jean-de-Matha.

La rivière Bayonne coule sur 53,7 km répartis selon les segments suivants :
Cours supérieur de la rivière Bayonne
À partir de sa source, la rivière Bayonne coule sur :
- 8,6 km vers le sud-est puis le sud-ouest, dans Saint-Gabriel-de-Brandon jusqu'à la limite de Saint-Félix-de-Valois ;
- 0,6 km vers le sud-est dans  Saint-Félix-de-Valois, en coupant le chemin du 3e rang de Brandon, jusqu'à la limite de Saint-Cléophas-de-Brandon ;
- 1,8 km vers le sud-est dans Saint-Cléophas-de-Brandon, jusqu'à la limite de Saint-Félix-de-Valois ;
- 1,5 km vers le sud dans Saint-Félix-de-Valois, jusqu'au pont du chemin de Saint-Gabriel ;
- 3,8 km vers le sud-est, jusqu'au pont du chemin Sainte-Cécile ;
- 1,4 km vers le sud-est, jusqu'au ruisseau Boucher (venant de l'Est) ;

Cours intermédiaire de la rivière Bayonne
- 3,1 km vers le sud-ouest, jusqu'au pont du chemin de Saint-Norbert ;
- 4,5 km vers le sud-est, en coupant le chemin des Moulins, jusqu'à la limite de Sainte-Élisabeth ;
- 6,5 km vers le sud dont un segment de 0,9 km constitue la limite entre Saint-Félix-de-Valois et Sainte-Élisabeth, et en serpentant jusqu'à la confluence de la Branche de la rivière Bayonne (venant du nord-ouest) ;

Cours inférieure de la rivière Bayonne
- 3,2 km vers l'est, en passant sous le pont du rang de la Rivière Nord et en serpentant jusqu'au pont du chemin Saint-Pierre ;
- 6,0 km vers l'est, en serpentant jusqu'à la limite de Sainte-Geneviève-de-Berthier ;
- 7,1 km vers l'est dont 0,6 km en début de segment formant la limite entre Sainte-Geneviève-de-Berthier et Sainte-Élisabeth, jusqu'à la confluence de la rivière Bonaventure ;
- 0,4 km vers l'est, jusqu'au pont du rang Saint-Esprit ;
- 2,8 km vers l'est, en serpentant en trois grands crochets jusqu'au pont de l'autoroute 40 ;
- 1,5 km vers l'est, jusqu'au pont de la route 138 ;
- 0,9 km vers le sud-est en coupant le chemin du rang Berthier Nord, jusqu'à la confluence de la rivière[3].

La rivière Bayonne se déverse sur la rive nord-ouest du Chenal du Nord, face à l'Île aux Castors, une composante de l'Archipel du lac Saint-Pierre, situé à l'entrée du Lac Saint-Pierre. Cette confluence est située à :
- 0,3 km en aval du pont de la route 158 laquelle traverse l'île aux Castors ;
- 2,5 km en aval de la confluence de la rivière la Chaloupe ;
- 5,9 km en amont de la confluence de la rivière Chicot.

## Toponymie
D’abord connue sous l’appellation d’Ôbamasek (poisson blanc) par les Abénaquis, tantôt de River of Berthier sous le régime anglais, la rivière Bayonne tire très probablement son nom en référence à l’origine bayonnaise du Seigneur de Berthier Pierre de l’Estage qui la baptise ainsi durant le premier quart du XVIIIe siècle.
Harnachée dès le régime seigneurial français, la rivière va alimenter une trentaine de moulins, lieux de production du grain, de sciage ou de cardage.

## Principales attractions

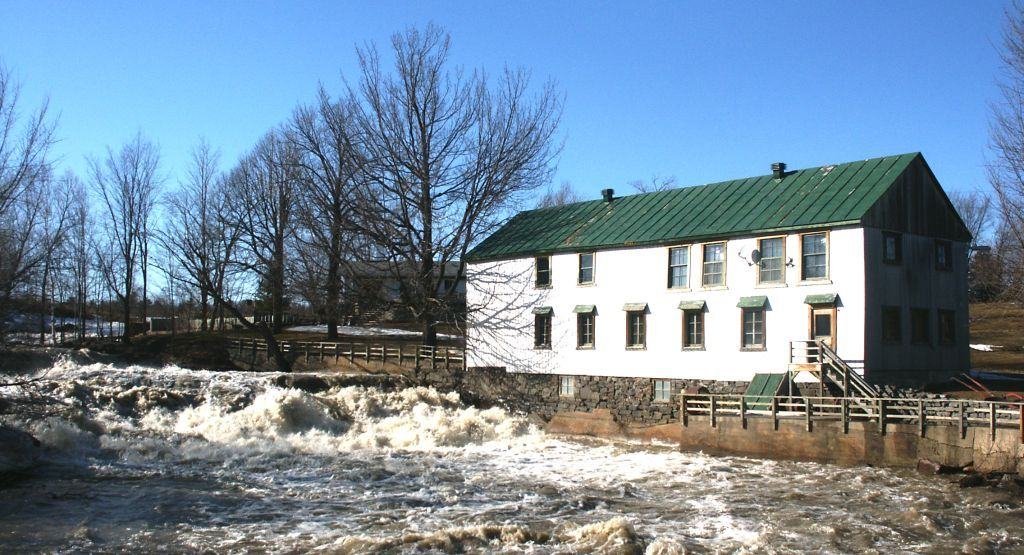
Le Moulin Émery situé à Saint-Félix-de-Valois.

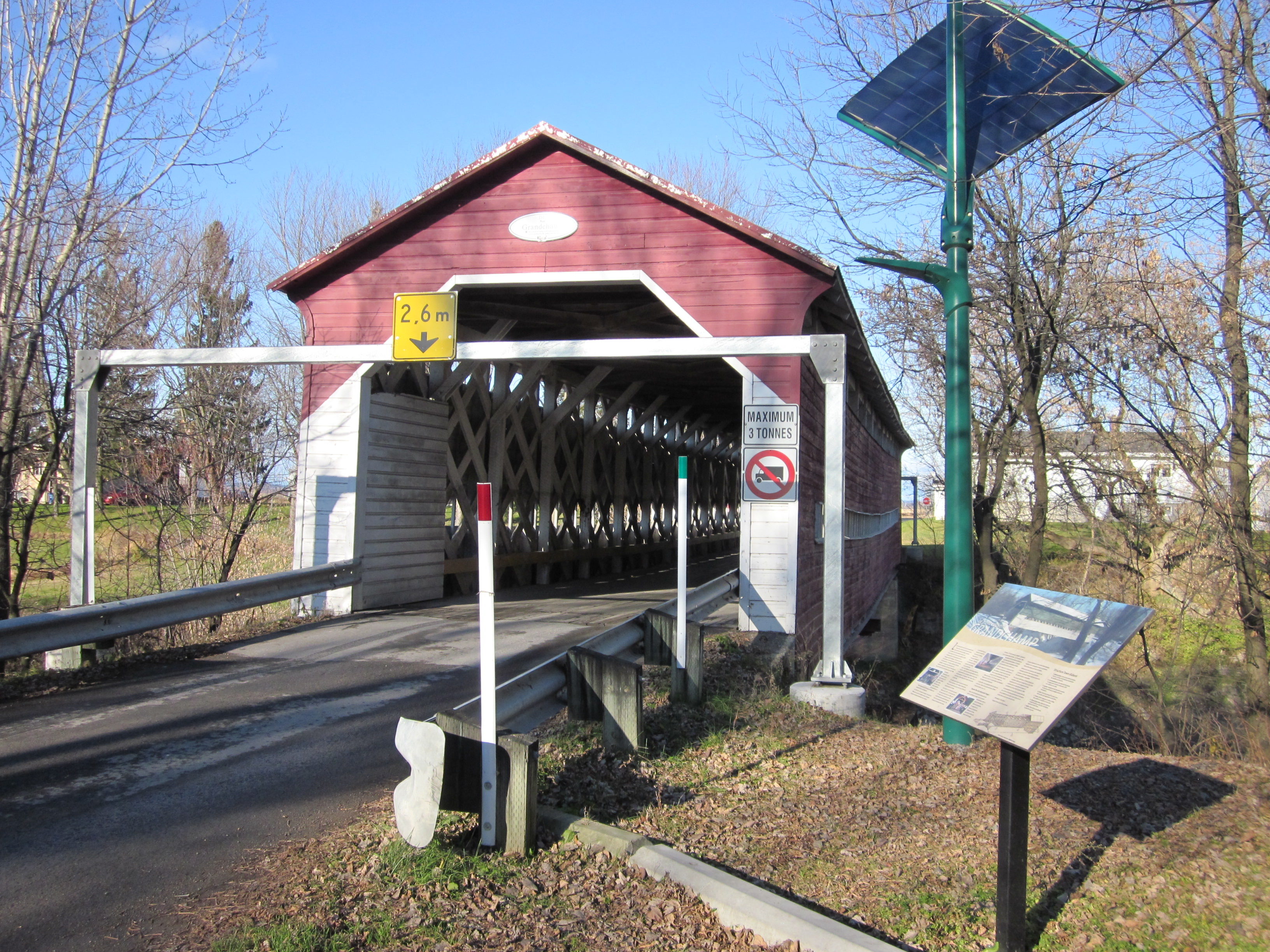
Pont Grandchamp vue de l'ouest, Sainte-Geneviève-de-Berthier.

- Le pont Grandchamp (pont couvert)
- Le moulin Émery
- Les chutes du moulin Beausoleil

## Municipalités traversées
Du nord au sud :
- Saint-Damien-de-Brandon, Saint-Jean-de-Matha, Saint-Gabriel, Saint-Félix-de-Valois, Saint-Cléophas-de-Brandon, Saint-Norbert, Sainte-Élisabeth, Notre-Dame-de-Lourdes, Sainte-Geneviève-de-Berthier, Berthierville.